# A101
Pour les articles homonymes, voir A101 (homonymie).
A101 Yeni Mağazacılık A.Ş. ou brièvement A101, est une chaîne de supermarchés discount basée en Turquie. La société a été créée le 28 mars 2008. Le siège social de la société est situé dans le quartier d'Üsküdar à Istanbul.